# Evelina De Lain

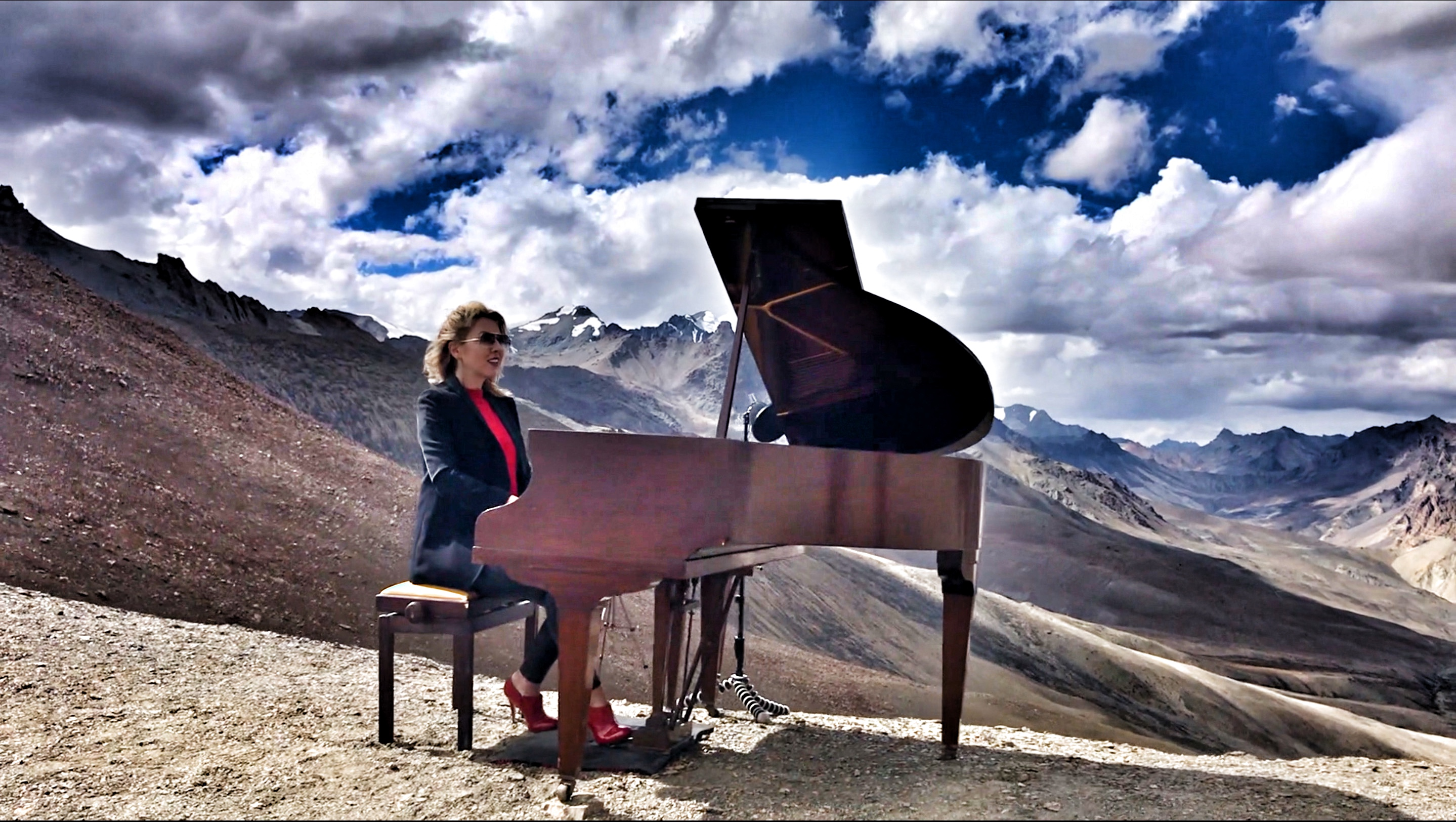
Evelina De Lain, 2018 im Himalaya

Evelina De Lain (ukrainisch Евеліна Де Лейн, russisch Эвелина Де Лэйн, geborene Евеліна Ренатівна Пронська Ewelina Renatiwna Pronska; * 2. Februar 1977 in Schowti Wody, Ukrainische SSR) ist eine britisch-ukrainische Konzertpianistin, Komponistin, Jazzmusikerin, Weltrekordhalterin, Pädagogin, Autorin und Musikproduzentin.

## Leben
Evelina De Lain kam 1977 als Ewelina Renatiwna Pronska in Schowti Wody im Westen der ukrainischen Oblast Dnipropetrowsk zur Welt.
Von ihrem fünften Lebensjahr an wurde sie von ihrer Mutter musikalisch unterrichtet. Später besuchte sie das Dnipropetrowsker Konservatorium M. Glinka und wurde 16-jährig, während ihres Studiums, Preisträgerin des allukrainischen F. Chopin-Wettbewerbs für ukrainische und polnische Musik im Wettbewerb der modernen ukrainischen Komposition. Als Studentin spielte sie in Bars, Restaurants und Nachtclubs. Im Alter von 17 Jahren wurde sie die jüngste Konzertmeisterin des Balletts der Akademischen Oper sowie des Balletttheaters Dnipropetrowsk. Nachdem sie das Konservatorium mit Auszeichnung absolviert hatte, verließ sie vorübergehend die Klassik und interessierte sich die folgenden zehn Jahre lang fast ausschließlich für Jazz.
2004 zog Evelina nach London, wo sie ihre aktive kreative Tätigkeit fortsetzte.
Neben ihren konzertanten Aktivitäten, sie ist in bisher in 59 Ländern aufgetreten, ist sie musiktherapeutisch tätig, unterrichtet, coacht und organisiert Konzerte in ihrem Musiksalon. Im Dezember 2018 gründete sie ihre eigene Musikschule in London.

## Werk
De Lain hat zwei Musikbücher geschrieben und publiziert. Sie veröffentlichte die Musikalben 12 Colourful Preludes (2012), Soul Journey (2015) und Sentimental Waltz (2015). 2015 hat sie an einem Einakter-Ballett für Klavier, Flöte und nordafrikanisches Schlagzeug gearbeitet, das 2016 als das Album Narcissus Triangle herausgegeben wurde.

## Weltrekord
De Lain stellte am 6. September 2018 einen Weltrekord auf, indem sie auf dem Shingo-La-Pass in der indischen Zanskar-Region, auf einer Höhe von  5091 m auf einem Flügel 70 Minuten lang Werke von Frederic Chopin ("Nocturne № 2", Es-Dur, "Nocturne № 20", cis-Moll, "15 Prelude") und ihre Kompositionen aus dem Soloalbum Soul Journey spielte, um Spenden für die britische Stiftung für Menschen mit Mukoviszidose zu sammeln. Dieses Konzert fand als höchstes gespieltes Flügelkonzert Einzug in das Guinness-Buch der Rekorde. Der dort genutzte Flügel der Künstlerin befindet sich jetzt am Secmol-College in der nordindischen Stadt Leh.

## Diskografie
- 12 Colourful Preludes (2011)
- Soul Journey (2015)
- Narcissus Triangle-Ballet (2016)